# Scytalopus simonsi
Scytalopus simonsi là một loài chim trong họ Rhinocryptidae.